# Cairn na Burgh Beag
Cairn na Burgh Beag és una petita illa deshabitada de les Hèbrides Interiors situada al nord-oest d'Escòcia. Forma part del grup de les Treshnish, situant-se al seu nord-est, al nord-est de l'illa de Fladda. És l'illa més petita de les dues que conformen el petit grup de les "Carnburgs" - l'altre s'anomena Cairn na Burgh Mòr-. Cairn na Burgh Beag es troba enfront de l'entrada del Loch Tuath, que se situa a la costa oest de Mull. Totes dues illes presenten una cobertura d'herba i posseeixen una silueta molt característica: són planes i retallades per penya-segats.
L'origen del nom, Kiarnaborg, prové del nòrdic antic i significa "fortalesa en bona terra".